# Den Danske Isvinter
Den Danske Isvinter er en stumfilm fra 1922 af ukendt instruktør.